# Dianthus pavonius
Dianthus pavonius es una planta herbácea de la familia de las cariofiláceas.

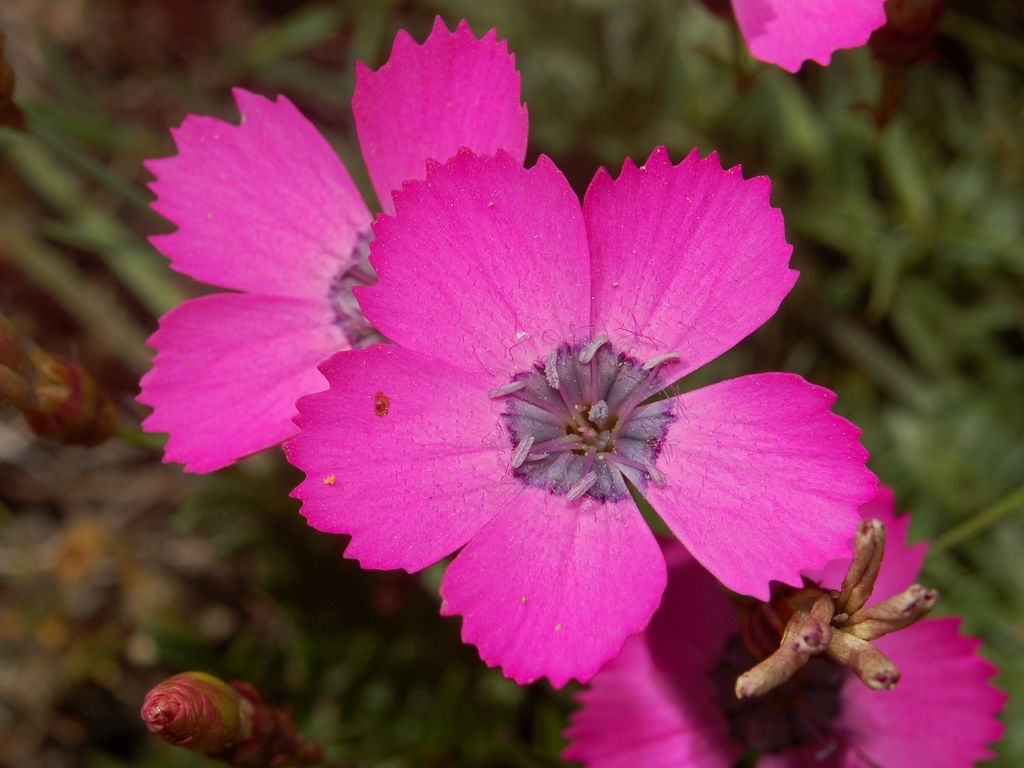
Flores de Dianthus pavonius

## Descripción
Dianthus pavonius es una planta hemicriptofita que alcanza un tamaño de 2-25 centímetros de altura. Este clavel de tallo corto se produce en racimos densos. Tiene las hojas azulado-verdosas puntiagudas y las flores de color púrpura-rosa, con un corazón azul o marrón. El período de floración se extiende desde abril a mayo. Los frutos son cilíndricos en forma de cápsulas con semillas de color marrón con varios planos.

## Distribución
Esta especie está presente principalmente en el sur de los Alpes en Francia e Italia y en loa Pirineos.

## Hábitat
Dianthus pavonius crece en pastizales y prefiere lugares soleados y moderadamente ricos en nutrientes del suelo húmedo, a una altitud de 1,100-3,000 metros sobre el nivel del mar.

## Taxonomía
Dianthus pavonius fue descrita por Ignaz Friedrich Tausch y publicado en Flora 22(1): 145. 1839
Etimología
Dianthus: nombre genérico que procede de las palabras griegas Diós («de Zeus») y anthos («flor»), y ya fue citado por el botánico griego Teofrasto.
pavonius: epíteto latino que significa "parecido a un pavo".
Sinonimia
- Dianthus neglectus Loisel.[8][9]